# Muromskoje (Kaliningrad)
Muromskoje (russisch Муромское, deutsch Laptau, litauisch Labota) ist ein Ort in der russischen Oblast Kaliningrad im Rajon Selenogradsk. Der Ort gehört zur kommunalen Selbstverwaltungseinheit Stadtkreis Selenogradsk.

## Geographische Lage
Muromskoje liegt 23 Kilometer nördlich der Oblasthauptstadt Kaliningrad (Königsberg) an der russischen Fernstraße A 191 (ehemalige deutsche Reichsstraße 128) unmittelbar an deren Kreuzung mit dem neu gebauten Primorskoje Kolzo (Küstenautobahnring). Im Ort enden zwei Nebenstraßen, die von Oserowo (Tranßau) im Westen bzw. Luschki (Kiauten) im Osten kommen. Muromskoje ist Bahnstation an der Bahnstrecke Kaliningrad–Selenogradsk–Pionerski (Königsberg–Cranz–Neukuhren).

## Ortsname
Die einstige Ortsbezeichnung Laptau deutet hin auf ein „Wohnhaus in einem Flusstal“ (gemeint ist das früher Bledow oder auch Bledauer Beek genannte Flüsschen, das bei Cranzbeek (heute nicht mehr existent) in das Kurische Haff mündet). Andere Ableitungen denken an „labs“ = gut bzw. „lape“ = Fuchs innerhalb einer hier wildreichen Waldgegend.

## Geschichte
Das bis 1946 Laptau genannte alte Kirch- und Gutsdorf wurde in der Ordenszeit als Kammeramt durch Abtrennung vom Amt Powunden (heute russisch: Chrabrowo) begründet. Bereits 1327 erfuhr man, dass sich drei Brüder aus Laptau gegen eine jährliche Zahlung von 80 Mark von Lehnspflichten freikauften und das Geld einer bischöflichen Stiftung am Königsberger Dom zugutekam. Ab dem 16. Jahrhundert musste das Amt Laptau Leistungen zur Unterhaltung der Universität Königsberg erbringen, außerdem zur Gründung und späteren Unterstützung des Königsberger Waisenhauses. 1528 erhielt das Dorf seine Handfeste.
Am 13. April 1874 wurde Laptau Zentrum und namensgebender Ort eines neu errichteten Amtsbezirks, der bis 1939 zum Landkreis Fischhausen, danach bis 1945 zum Landkreis Samland im Regierungsbezirk Königsberg der preußischen Provinz Ostpreußen gehörte. Die Ortschaften Blaublum (heute nicht mehr existent) und ab 1893 auch Gidauten (russisch: Priosjornoje, jetzt: Oserowo) waren in die Landgemeinde Laptau eingegliedert, die im Jahre 1910 264 Einwohner zählte. Am 1. Januar 1929 schloss sich die Landgemeinde Laptau mit der Landgemeinde Kiauten (heute russisch: Luschki) sowie dem Gutsbezirk Laptau und dem Vorwerk Nuskern (Besymjanka) des Gutsbezirks Wosegau (Wischnjowoje) im gleichnamigen Amtsbezirk gelegen, zur neuen Landgemeinde Laptau zusammen. Die Zahl der Einwohner kletterte bis 1933 auf 531 und betrug 1939 bereits 612.
Infolge des Zweiten Weltkrieges kam Laptau aufgrund seiner Lage im nördlichen Ostpreußen 1945 zur Sowjetunion und erhielt 1947 den Namen „Muromskoje“. Gleichzeitig wurde der Ort in den Dorfsowjet Cholmski selski Sowet im Rajon Primorsk eingeordnet. Seit 1959 war Muromskoje selbst Sitz eines Dorfsowjets bzw. Dorfbezirks. Von 2005 bis 2015 gehörte der Ort zur Landgemeinde Kowrowskoje selskoje posselenije und seither zum Stadtkreis Selenogradsk.

### Amtsbezirk Laptau (1874–1945)
Zwischen 1874 und 1945 war Laptau Amtsdorf eines Amtsbezirks, der sich anfangs aus zehn kommunalen Einheiten, 1945 nur noch aus drei Gemeinden zusammensetzte:
| Deutscher Name | Russischer Name               | Bemerkungen                                                      |
| -------------- | ----------------------------- | ---------------------------------------------------------------- |
| Landgemeinden: |                               |                                                                  |
| Kiauten        | Luschki                       | 1929 in die Landgemeinde Laptau eingegliedert                    |
| Laptau         | Muromskoje                    |                                                                  |
| Mülsen         | Cholmy                        |                                                                  |
| Tranßau        | Oserowo                       |                                                                  |
| Gutsbezirke:   |                               |                                                                  |
| Gidauten       | Priosjornoje, später: Oserowo | 1893 in den Gutsbezirk Laptau eingegliedert                      |
| Jaxen          | Melnikowo                     | 1904 in die Landgemeinde Rudau im Amtsbezirk Rudau eingegliedert |
| Korben         | Krasnoflotskoje               | 1929 in die Landgemeinde Trentitten eingegliedert                |
| Laptau         | Muromskoje                    | 1929 in die Landgemeinde Laptau eingegliedert                    |
| Mollehnen      | Kaschtanowka                  | 1929 in die Landgemeinde Trentitten eingegliedert                |
| Samuelshof     |                               | 1884 in die Landgemeinde Kiauten eingegliedert                   |

Am 1. Januar 1945 bildeten nur noch die Gemeinden Laptau, Mülsen und Tranßau den Amtsbezirk Laptau.

### Muromski selski Sowet/okrug 1959–2005
Der Dorfsowjet Muromski selski Sowet (Муромский сельский Совет) wurde im Jahr 1959 im Rajon Primorsk eingerichtet. Er war in erster Linie der Nachfolger des aufgelösten Melnikowski selski Sowet, es wurde aber auch ein Teil des aufgelösten Cholmski selski Sowet angeschlossen, darunter der Verwaltungssitz Muromskoje, sowie (spätestens 1965) auch ein Teil des aufgelösten Nowoselski selski Sowet aus dem Rajon Gurjewsk. Nach dem Zerfall der Sowjetunion bestand die Verwaltungseinheit als Dorfbezirk Muromski selski okrug (ru. Муромский сельский округ). Im Jahr 2005 wurden die verbliebenen Orte des Dorfbezirks in die neu gebildete Landgemeinde Kowrowskoje selskoje posselenije eingegliedert.
| Ortsname                         | Name bis 1947/50 | Bemerkungen |
| -------------------------------- | ---------------- | --- |
| Besymjanka (Безымянка)           | Nuskern          | Der Ort wurde 1947 umbenannt und war zunächst in den Dorfsowjet Cholmski eingeordnet. |
| Datschnoje (Дачное)              | Birkenberg       | Der Ort wurde 1950 umbenannt und war zunächst in den Dorfsowjet Nowoselski im Rajon Gurjewsk eingeordnet. |
| Fjodorowo (Фёдорово)             | Maldaiten        | Der Ort wurde 1950 umbenannt und war zunächst in den Dorfsowjet Melnikowski eingeordnet. |
| Gussewo (Гусево)                 | Dorben           | Der Ort wurde 1950 umbenannt und war zunächst in den Dorfsowjet Nowoselski im Rajon Gurjewsk eingeordnet. Er wurde vor 1975 an den Ort Karjernoje angeschlossen, später aber wieder eigenständig. Im Jahr 1997 wurde er aus dem Ortsverzeichnis gestrichen. |
| Irkutskoje (Иркутское)           | Plöstwehnen      | Der Ort wurde 1950 umbenannt und war zunächst in den Dorfsowjet Nowoselski im Rajon Gurjewsk eingeordnet. |
| Iskrowo (Искрово)                | Ringels          | Der Ort wurde 1950 umbenannt und war zunächst in den Dorfsowjet Melnikowski eingeordnet. |
| Karassino (Карасино)             | Wittehnen        | Der Ort wurde 1947 umbenannt und war zunächst in den Dorfsowjet Melnikowski eingeordnet. Er wurde vor 1975 verlassen. |
| Karjernoje (Карьерное)           | Pomehnen         | Der Ort wurde 1947 umbenannt und war zunächst in den Dorfsowjet Nowoselski im Rajon Gurjewsk eingeordnet. Er wurde vor 1988 verlassen. |
| Kaschtanowka (Каштановка)        | Mollehnen        | Der Ort wurde 1947 umbenannt und war zunächst in den Dorfsowjet Melnikowski eingeordnet. |
| Kijewskoje (Киевское)            | Schmiedehnen     | Der Ort wurde 1950 umbenannt und war zunächst in den Dorfsowjet Kaschirski im Rajon Gurjewsk eingeordnet. |
| Kortschagino (Корчагино)         | Tiedtken         | Der Ort wurde 1950 umbenannt und war zunächst in den Dorfsowjet Melnikowski eingeordnet. |
| Krasnoflotskoje (Краснофлотское) | Korben           | Der Ort wurde 1947 umbenannt und war zunächst in den Dorfsowjet Melnikowski eingeordnet. |
| Kudrinka (Кудринка)              | Backeln          | Der Ort wurde 1947 umbenannt und war zunächst in den Dorfsowjet Melnikowski eingeordnet. |
| Lugowskoje (Луговское)           | Lobitten         | Der Ort wurde 1947 umbenannt und war zunächst in den Dorfsowjet Nowoselski im Rajon Gurjewsk eingeordnet. |
| Luschki (Лужки)                  | Kiauten          | Der Ort wurde 1950 umbenannt und war zunächst in den Dorfsowjet Nowoselski im Rajon Gurjewsk eingeordnet. |
| Melnikowo (Мельниково)           | Rudau            | Der Ort wurde 1947 umbenannt und war zunächst der Verwaltungssitz des Dorfsowjets Melnikowski. |
| Muromskoje (Муромское)           | Laptau           | Verwaltungssitz |
| Motewelowo (Мотевелово)          | Mogahnen         | Der Ort wurde 1947 umbenannt und war zunächst in den Dorfsowjet Melnikowski eingeordnet. Er wurde vor 1988 verlassen. |
| Nadeschdino I (Надеждино)        | Twergaiten       | Der Ort wurde 1947 umbenannt und war zunächst in den Dorfsowjet Nowoselski im Rajon Gurjewsk eingeordnet. |
| Nadeschdino II (Надеждино)       | Gersthenen       | Der Ort wurde 1950 umbenannt und war zunächst in den Dorfsowjet Melnikowski eingeordnet. Er wurde vor 1988 verlassen. |
| Nowoje (Новое)                   | Steinitten       | Der Ort wurde 1947 umbenannt und war zunächst in den Dorfsowjet Cholmski eingeordnet. Er wurde vor 1975 verlassen. |
| Nowoselskoje (Новосельское)      | Willkeim         | Der Ort wurde 1947 umbenannt und war zunächst der Verwaltungssitz des Dorfsowjets Nowoselski im Rajon Gurjewsk. |
| Oserowo (Озерово)                | Tranßau          | Der Ort wurde 1947 umbenannt und war zunächst in den Dorfsowjet Cholmski eingeordnet. |
| Priosjornoje (Приозёрное)        | Gidauten         | Der Ort wurde 1947 umbenannt und war zunächst in den Dorfsowjet Melnikowski eingeordnet. Er wurde vermutlich vor 1988 entweder an den Ort Muromskoje oder an den Ort Oserowo angeschlossen.                                                                 |
| Priwolnoje (Привольное)          | Gunthenen        | Der Ort wurde 1947 umbenannt und war zunächst in den Dorfsowjet Nowoselski im Rajon Gurjewsk eingeordnet. |
| Rybnoje (Рыбное)                 | Stombeck         | Der Ort wurde 1947 umbenannt und war zunächst in den Dorfsowjet Nowoselski im Rajon Gurjewsk eingeordnet. Er wurde vor 1975 verlassen. |
| Saschtschitnoje (Защитное)       | Georgshöhe       | Der Ort wurde 1950 umbenannt und war zunächst in den Dorfsowjet Melnikowski eingeordnet. Er gelangte später in den Dorfsowjet Chrabrowski im Rajon Gurjewsk und verlor dort seine Eigenständigkeit.                                                         |
| Schirokopolje (Широкополье)      | Roppen           | Der Ort wurde 1950 umbenannt und war zunächst in den Dorfsowjet Nowoselski im Rajon Gurjewsk eingeordnet. |
| Serjoschkino (Серёжкино)         | Sergitten        | Der Ort wurde 1950 umbenannt und war zunächst in den Dorfsowjet Melnikowski eingeordnet. Er wurde vor 1988 verlassen. |
| Sirenewo (Сиренево)              | Eisselbitten     | Der Ort wurde 1950 umbenannt und war zunächst in den Dorfsowjet Melnikowski eingeordnet. |
| Sosnowka (Сосновка)              | Bledau           | Der Ort wurde vor 1975 umbenannt. Er wurde 2002 in die Stadt Selenogradsk eingemeindet. |
| Swjaginzewo (Звягинцево)         | Waschke          | Der Ort wurde 1950 umbenannt und war zunächst in den Dorfsowjet Melnikowski eingeordnet. |
| Werbnoje (Вербное)               | Darienen         | Der Ort wurde 1947 umbenannt und war zunächst in den Dorfsowjet Cholmski eingeordnet. |
| Werschinino (Вершинино)          | Pluttwinnen      | Der Ort wurde 1947 umbenannt und war zunächst in den Dorfsowjet Melnikowski eingeordnet. |
| Wetrowo (Ветрово)                | Ekritten         | Der Ort wurde 1947 umbenannt und war zunächst in den Dorfsowjet Melnikowski eingeordnet. Er wurde vor 1988 verlassen. |
| Wolnoje (Вольное)                | Schulstein       | Der Ort wurde 1947 umbenannt und war zunächst in den Dorfsowjet Cholmski eingeordnet. |

## Burg Laptau
Bereits im 13. Jahrhundert existierte in Laptau eine Burg des Bischofs von Samland, die wohl an der Stelle einer ehemaligen prußischen Wallanlage errichtet worden war. Im Jahre 1351 wurde sie ausgebaut und zwischen 1560 und 1607 grundlegend erneuert. Um Baumaterial zu gewinnen, ließ man hierfür die Burg Powunden (heute russisch: Chrabrowo) abbrechen.
Die Burg verfiel nach 1700 und war um 1760 bereits wüst. 1851 riss man die restlichen Ringmauern ab, um Steine für den Bau der Cranzer Chaussee (heute russische Fernstraße A 191) zu gewinnen. Auf dem Burggelände entstand eine Gastwirtschaft.

## Kirche

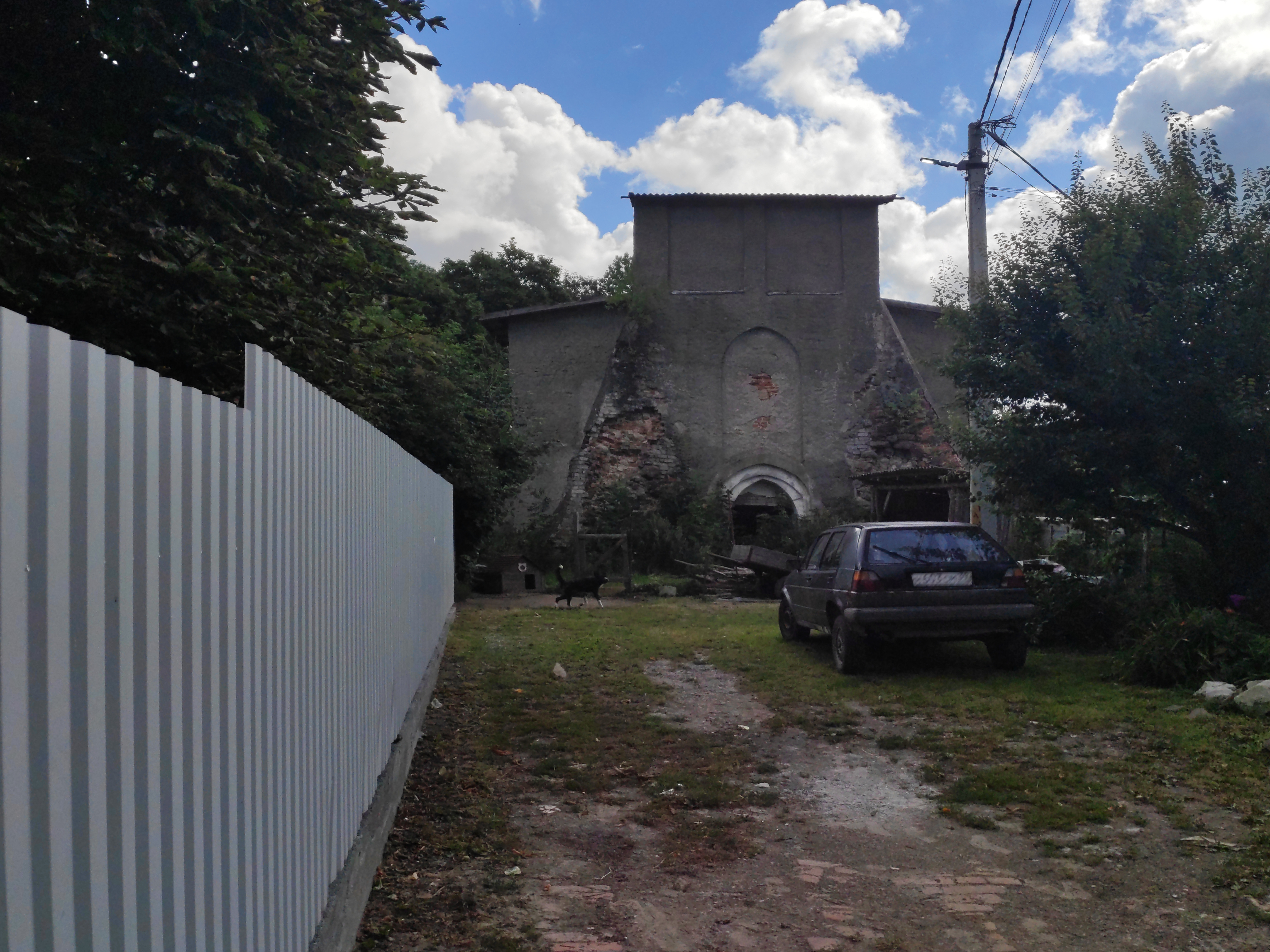
Kirchengebäude (2022)

### Kirchengebäude
Bei der Laptauer Kirche handelt es sich um einen verputzten Feldsteinbau mit Ziegelecken aus dem 14. Jahrhundert. Die oberen Stockwerke des Turmes waren aus Backsteinen. Im Jahre 1818 wurde ihm ein spitzes Dach mit welscher Haube aufgesetzt.
Seit 1818 war das Kircheninnere mit einer Flachdecke überzogen, der Chor hatte ein Sterngewölbe. Der zweigeschossige geschnitzte Altar vom Anfang des 17. Jahrhunderts zeigt in seiner Mitte die Kreuzigung Christi. Auch die wenige Jahrzehnte später entstandene Kanzel verfügte über wertvolles Schnitzwerk.
Bei den Kriegshandlungen wurden sowohl das Turmdach als auch die Eindeckung des Kirchenschiffs stark beschädigt. Das Dach wurde mit flachen Asbest-Platten repariert. Der Turm wurde in den 1980er Jahren bis auf halbe Höhe abgerissen und die Seitenwände wurden erhöht. Im Chorraum baute man Waschräume und Toiletten ein.

### Kirchengemeinde
Laptau war ein altes Kirchdorf und wurde etwa 1300 gegründet. Die lutherische Reformation fasste hier recht früh Fuß. Gehörte die Pfarrei zunächst zur Inspektion Fischhausen (heute russisch: Primorsk), so war sie vor 1945 in den Kirchenkreis Königsberg-Land II (nördlich des Pregel) innerhalb der Kirchenprovinz Ostpreußen der Kirche der Altpreußischen Union eingegliedert. Heute liegt Muromskoje im Einzugsbereich der in den 1990er Jahren neu entstandenen evangelisch-lutherischen Gemeinde in Selenogradsk (Cranz). Sie ist Filialgemeinde der Auferstehungskirche in Kaliningrad (Königsberg) innerhalb der Propstei Kaliningrad der Evangelisch-lutherischen Kirche Europäisches Russland.

### Kirchspielorte (bis 1945)
Zum Kirchspiel Laptau gehörten bis 1945 außer dem Pfarrdorf Laptau 19 Kirchspielorte, die heute im Gebiet sowohl der Landgemeinde Kowrowo (Nautzau) als auch der Landgemeinde Chrabrowo (Powunden) liegen:
| Name      | Heutiger Name                |  | Name          | Heutiger Name               |
| --------- | ---------------------------- |  | ------------- | --------------------------- |
| Backeln   | Kudrinka                     |  | Norgehnen     | Schatrowo                   |
| Bergenau  |                              |  | Nuskern       | Besymjanka                  |
| Fritzen   | Sosnowka                     |  | Groß Raum     | Rjabinowka                  |
| Gidauten  | Priosjornoje, jetzt: Oserowo |  | Schreitlacken | Morschanskoje               |
| Kanten    | Jelniki                      |  | Schugsten     | Berjosowka                  |
| Kiauten   | Luschki                      |  | Steinerkrug   | Peschkowo, jetzt: Chrabrowo |
| Korben    | Krasnoflotskoje              |  | Tranßau       | Oserowo                     |
| Laptau    | Muromskoje                   |  | Trentitten    | Saizewo                     |
| Mollehnen | Kaschtanowka                 |  | Wickiau       | Klinzowka                   |
| Mülsen    | Cholmy                       |  | Wiskiauten    | Mochowoje                   |

### Pfarrer (bis 1945)
In Laptau amtierten von der Reformation bis 1945 als evangelische Geistliche:
| - Urban Gesner, bis 1530 - Michael N., ab 1530 - Urban Gesner, ab 1533 - Thomas Zincke, 1542 - Johann Langner, 1551 - Valentin Ravelt, 1561 - Johann Reinhard, bis 1562 - Gerhard Faber, ab 1562 - Martin Heldt, 1569 - Caspar Stürmer, 1572–1581 - Georg Gallus, 1581 - Godschalk Halbach von der Pforte, 1581–1598 - Johann Oye, 1598–1602 - Johann Hempel, 1602–1626 - Christian Dorsius, 1627–1638 - Christian Heineccius, 1638–1663 - Johann Ehr. Scheibenpoden, 1663–1679 - Johann Flottwell, 1680–1697 - Friedrich Herrmann, ab 1697 - Gottfried Albrecht Nicolai, 1716–1722 | - Johann Philipp Bullinger, 1722–1743 - Johann Heinrich Rommel, 1744–1761 - Michael Rosenbaum, 1761–1768 - Georg Christ. Herold, 1769–1779 - Johann Friedrich Rosenhagen, 1780–1801 - Friedrich Riemasch, 1802–1815 - Michael Biendarra, 1816–1822 - Friedrich Ferdinand Wenetzki, 1822–1823 - Eduard Const. W. Hoffmann, ab 1824 - Carl Ludwig Fischer, 1858–1860 - Johann Theodor H. Rosseck, 1860–1879 - Otto Richard H. Prellwitz, 1879–1893 - Adalbert Gottl. Emman. Ebel, 1893–1901 - Hermann Cölestin Ebel, 1901–1906 - Otto John, 1906–1922 - Friedrich Paul Heck, 1923–1928 - Ewald Schröder, 1928–1932 - Richard Jäschke, 1932–1940 - Alexander Ogilvie, 1941–1945 |

## Schule
In Laptau gab es vor 1945 eine dreiklassige Dorfschule, die aus einer früheren Kirchenschule hervorgegangen war.

## Persönlichkeiten des Ortes
- Daniel Halbach von der Pforte (* 11. Dezember 1581 in Laptau; † 1635), Pfarrerssohn, deutscher Mediziner